# レコア・ロンド
レコア・ロンド (Reccoa Londe) は、アニメ『機動戦士Ζガンダム』に登場する、架空の人物。担当声優は勝生真沙子。

## 概要
月面都市出身の23歳。物語開始時はエゥーゴに所属しており、情報収集を主に担当する女性士官（階級は少尉）。物語前半ではクワトロ・バジーナ（シャア・アズナブル）と懇意の関係にある。
テレビ版では落ち着いた女性として描かれ、機微に富み、カミーユ・ビダンやファ・ユイリィなどの面倒もよく見ている。その一方、常に死線をさまようかのような生き方をしてきたためか無意識のうちに危険を好むアドレナリン中毒的な性格になっており、ファとの会話で本人もそれを自覚する発言をしている。劇場版では、アーガマに来て間もなく不安に陥るカミーユの拠り所となる。テレビ放送開始前に発行された雑誌『模型情報』などでは、「カミーユにとってのマチルダ的存在」と紹介されていた。
強い女性を装ってはいるが、内心では安定を欲していたり、女性である自分を認めてほしいという気持ちを少なからず持ち、クワトロにそれを求める。しかし、クワトロはそれに応えようとしないため、作戦で接触した敵のパプテマス・シロッコに興味を持つようになり、その結果として物語中盤にはティターンズへ転向している。
物語の前半にてティターンズからエゥーゴへ転向し、また同世代の女性でもあるエマ・シーンとはたびたび、作中で対照的な存在として描かれている。エマが自分の信念に基づいてエゥーゴへ転向しているのに対し、レコアは心の行き所を求めた結果としてティターンズに転向している。
『Ζガンダム』制作開始前の企画書には、「当面のシャアに協力する女性」との記述がある。テレビ版第3話では安彦良和のキャラクターデザインに基づいた頬骨の目立つ顔で描かれたカットもあったが、この特徴はほどなく修正された。作中では、シロッコに「（強化人間と違って）まともだが、依存心が強い」と評されている。

## 経歴

### 一年戦争時からエゥーゴ在籍時まで
一年戦争で両親を亡くし、自身は反ジオンのゲリラとして活動するが、のちに地球連邦軍を経てエゥーゴへ入隊、中核メンバーの一人となる。グリプス戦役開戦後は地球連邦軍の本拠地であるジャブローへ侵攻する作戦に先駆け、スパイとして潜入するため地球へ降下。同じくジャブローに潜入しようとするジャーナリストのカイ・シデンとともに連邦兵に捕らえられ幽閉されるが、作戦中にその存在を感じ取ったカミーユに救出される。のちに、ここで連邦兵に「辱めを受けた」と告白しており、このことが以降の行動にも影響を及ぼすことになる。再び宇宙に上がってからはMSパイロットへと転向し、メタスの搭乗員としてアーガマMS隊の戦力の一翼を担い、ファとメタスのパイロットの座を争うこともある。
闘いと政治に没頭していくクワトロへの一方的な失望から、やがて自分の存在意義に戸惑いを覚えるようになる。そんな最中、スパイとして潜入したジュピトリスで出会ったシロッコに興味を抱くようになり、やがてそれは戦闘中の混乱に紛れてティターンズに投降してしまうという、当初は自身にも不可解な結果をもたらすことになる。
劇場版では、テレビ版と違いジャブローでの救出時に「辱めを受けた」との発言は劇中にない。また、ジュピトリス潜入の描写がカットされたことに伴い、捕虜になったシロッコの部下サラ・ザビアロフとの会話から彼のことを知り、興味を抱くという描写がなされている。
小説版では、ジャブローでの救出時にカイが「あんたの体を傷ものにしてしまった」と詫びている。また、ジャブロー降下前にリック・ディアスを奪取しようとするカミーユの父フランクリンを射殺しており、女性としての傷を受けたことについてはその報いとして受け止めている。さらに、途中でアーガマから配属換えになり、以後は登場しなくなるため、ティターンズへ投降するなどの描写はなく、そのまま物語から退場している。

### ティターンズ投降後
シロッコとの出会いにより女性としての充足を得るが、一方で自分を利用しようとする彼の本質も見抜く。それは自身の危険を好む性質を呼び覚まし、みずからシロッコ直属の手駒となり、ティターンズ軍人（階級は少尉）として参戦することとなる。アーガマのクルーには戦死したと誤認されているが、のちに敵同士として再会することとなり、カミーユやファに暗い影を落とす。
投降したティターンズでも最初はスパイと見なされ、戦艦アレキサンドリアの艦長ガディから疑いの目を向けられる。クワトロが百式のメガ・バズーカ・ランチャーで同艦を狙っていることを感じ取り、ガディに同艦の退避を進言、その直撃を回避させるなどの行動で自分がスパイでないことを証明しようとする。しかし、その後もバスク・オムのいるドゴス・ギアに配属された際にはティターンズへの忠誠心を試され、不本意ながらサイド2のスペースコロニー・21バンチに毒ガスを注入し、コロニー住民を皆殺しにする作戦の指揮を執る。なおこのとき、作戦が失敗してもその指揮を執ったことで忠誠を誓ったことが立証できるという理由から、エゥーゴのアーガマ隊が来てこの作戦を阻止してくれることを期待するが、同隊の到着が遅かったためにやむなく毒ガス注入をおこない作戦を完遂する。こうしてティターンズへと転向するものの、アーガマのクルーを完全に敵視できず、カミーユとの交戦の際にはグリプス2のコロニーレーザー完成を彼に教え、アーガマを撤退させるよう忠告した。更にファの搭乗するメタスをかばって味方のバーザムを撃墜したり、サラを撃墜した事に怒ってカツを撃とうとしたシロッコの射線上に移動して射撃を阻止する、ヤザンの操縦するハンブラビの海ヘビに拘束されたカミーユのΖガンダムにとどめを刺そうとする際には若干躊躇している。また、無意識のうちにシロッコよりカツ・コバヤシをかばい、その態度をカミーユに「レコアさんは勝手だよ」と批判される。
物語終盤においてエマと対決するが敗れ、戦死。劇場版では、最期に「男達って、戦いばかりで、女を道具にしか使えないんだから」との台詞を残す。その後、シロッコとの最終決戦に臨むカミーユに力を貸す魂のひとつとして登場する。

## 搭乗機体一覧
メインパイロットとして搭乗
- MSA-005 メタス
- PMX-000 メッサーラ - TV版のみ
- PMX-001 パラス・アテネ

一時的に搭乗
いずれもテレビ版のみ。
- MSΖ-006 Ζガンダム
- MS-14 ゲルググ - MSA-003ネモを偽装したもの